# Peso dominikańskie
Peso dominikańskie (z łac. pensum ‘odważone’, hiszp. peso ‘ciężar, sztuka’) – nazwa jednostki monetarnej Dominikany.